# 1825년 공황
1825년 공황(영어: Panic of 1825)은 잉글랜드 은행에서 시작된 주가 대폭락으로, 가상의 국가인 포이아이스를 포함한 라틴아메리카에 대한 투기적 투자에서 부분적으로 발생했다. 이 위기는 영국에서 가장 심각하게 느껴졌으며, 12개 은행의 폐쇄로 이어졌을 뿐만 아니라 유럽, 라틴아메리카, 미국 시장에도 영향을 미쳤다. 프랑스 은행의 금 준비금 유입으로 잉글랜드 은행은 붕괴를 면했다. 이 공황은 전쟁과 같은 외부 요인에 기인하지 않은 최초의 근대 경제 위기로 불리며, 근대적인 경기순환의 시작을 알렸다. 나폴레옹 전쟁은 영국 금융 시스템의 모든 부문에 큰 이익을 안겨주었고, 전쟁에서 평화로의 전환기에 채택된 확장적 통화 정책은 번영과 투기적 모험의 급증을 가져왔다. 주식 시장의 붐은 거품이 되었고, 환희에 사로잡힌 은행들은 위험한 대출을 감행했다.
영국의 금융 시스템은 1770년부터 나폴레옹 전쟁이 끝날 때까지 영국의 산업화와 동시에 빠르게 발전했다. 1770년 런던 증권거래소에는 단 5개의 주식만이 거래되었지만, 1824년에는 투자자들이 624개의 주식회사 중에서 선택할 수 있었다.

## 은행 개선
70개의 은행이 파산했다. 현재의 견해는 이 붕괴의 대부분의 원인을 은행들이 양질의 정보를 수집하지 못하고, 부적절한 감시를 수행했으며, 벤처 사업에 대한 기본적인 실사를 하지 않은 탓으로 돌린다. 위기의 일반적인 원인 목록은 다음과 같다.
- 라틴아메리카 부채 문제
- 지방 은행의 지폐 발행 용이성으로 인해 비양심적인 파트너들이 고위험, 고수익 벤처에 투자하게 되었다.
- 잉글랜드 은행의 통화량 급증 후 급격한 긴축 조치, 뱅크런 발생, 그리고 너무 늦게까지 최종 대부자 역할을 거부한 것.

당시 잉글랜드 은행은 중앙은행이 아니라 주주, 영국 정부, 그리고 협력 상업 은행가라는 세 가지 충성심을 가진 공공의 영리 은행이었다. 잉글랜드 은행은 공공을 보호하기 위해 대출 금리를 낮추는 대신 투자자를 보호하기 위해 대출 금리를 올렸다. 이로 인해 잉글랜드 은행의 자기 이익은 추가적인 실패를 초래했다. 비록 은행가 헨리 손턴은 1802년에 이러한 위기에서 중앙은행이 취해야 할 적절한 최종 대부자 행동을 설명했지만, 잉글랜드 은행이 광범위한 패닉 인출을 방지하기 위한 조치를 취한 것은 1866년 오버렌드 거니 위기가 되어서였다. 잉글랜드 은행의 무대응은 은행 시스템의 체계적인 정지를 초래했으며, 광범위한 파산과 실업으로 이어졌다.

## 배경
1825년 영국의 공황을 초래하는 데에는 여러 역사적 발전이 작용했다. 산업 혁명과 함께 금융 및 은행업의 급속한 발전이 이루어졌다. 또한 위기 직전까지 영국은 엄청난 비용이 드는 프랑스 혁명 전쟁과 나폴레옹 전쟁에 깊이 관여하고 있었다.
이 붕괴는 영국이 일시적인 전시에 금본위제를 중단했던 전시 재정 기간 후에 발생했다. 확장적 통화 정책은 전체 금융 부문에 이익을 가져다주었다. 그러나 전쟁이 끝나고 정부가 금본위제를 재개하고 현금 지불을 재개하려 하자 경제는 수축되었다.
태환성 재개를 준비하면서 잉글랜드 은행은 금리를 인상하고 금을 비축하며 유통 중인 지폐를 회수했다. 이는 디플레이션을 야기했지만 은행이 1821년에 완전한 태환성을 재개할 수 있도록 했다. 경제학자들과 역사가들은 일반적으로 붕괴로 이어진 사건들에 대해 상충되지 않는 설명을 제공하지만, 가장 중요한 요소가 무엇이었는지에 대해서는 여러 가지 다른 주장이 제기되었으며, 전문가마다 다른 비중을 부여했다.

### 이론
윌리엄 애크워스(William Ackworth)의 1925년 '영국의 재정 재건, 1815-1822' 연구는 전시 경제에서 평화 경제로의 전환과 관련된 문제들을 악화시킨 것이 정부와 잉글랜드 은행의 심각한 디플레이션 정책 때문이라고 주장했다.
데이비드 리카도와 같은 경제학자들은 은행의 행동이 무지에서 비롯된 결과라고 비판했다.
그러나 후대의 학자들은 은행이 무지한 것이 아니라, 정부가 은행의 자율성을 제한하고 부채 수준에 대한 통제를 제한하려는 노력에 분노했다고 주장한다.
다른 분석가들은 전쟁에서 평화로의 전환보다는 확장적 통화 정책 하에서 라틴아메리카 시장에 대한 영국의 투기 역할을 강조했다.
알렉산더 딕(Alexander Dick)은 이 위기가 전쟁이나 해외 시장 투기와 같은 외부 사건으로만 야기된 것이 아니라는 점에서 독특했다고 강조한다. 물론 그러한 요인들이 역할을 했지만, 그는 이 위기가 금융 경제의 다각화에서 비롯되었다고 주장한다.
래리 닐(Larry Neal)의 이 붕괴에 대한 주목할 만한 분석은 투기나 잉글랜드 은행, 또는 지방 은행들만이 책임이 있는 것이 아니라고 주장한다. 대신 그는 전쟁에서 평화 경제로의 전환에서 발생하는 모든 문제들이 기존 기관들의 광범위하고 증가하는 "정보 불확실성"으로 거슬러 올라갈 수 있다고 주장한다.

### 지방 은행
많은 분석가들이 언급하는 한 가지 요인은 산업 혁명과 빅토리아 시대 동안 지방 은행의 급속한 확산이다. 1780년부터 지방 은행은 잉글랜드와 웨일스 전역으로 빠르게 확산되었다. 1810년에는 800개 이상의 허가 및 무허가 은행이 소액 지폐를 발행하고 소규모 작업장, 광산 및 기타 새로운 산업에 운영 자금을 위한 대출을 제공했다. 일부 학자들은 이 은행들이 없었다면 산업 혁명은 시작되기도 전에 자금 부족으로 질식했을 것이라고 지적한다.

### 프랑스 혁명과 나폴레옹 전쟁
유럽은 1789년부터 1815년까지 광범위한 프랑스 혁명과 나폴레옹 전쟁에 휩싸여 있었다. 1793년 초 영국도 전쟁에 참여했다. 비록 양국은 1802년 아미앵 조약으로 불편한 조약을 맺었지만, 영국이 1803년에 몰타에서 철수하지 못하면서 다시 적대 행위가 재개되었다. 영국은 1815년 워털루 전투에서 영국이 승리할 때까지 계속 참여했다.
곧 황제가 될 나폴레옹은 칼레 인근 해안에 병력을 집결시키며 영국 침략 의사를 분명히 했고, 이는 영국이 육군과 해군 증강에 투자하도록 유도했다. 영국 정부는 잉글랜드 남부 해안을 따라 추가 방어 시설을 건설하고 기존 시설을 강화했지만, 이러한 군사 투자는 막대한 비용을 초래했다.

### 전쟁 자금 조달
영국은 전시에도 일부 추가 세금을 시행했지만, 이는 인기가 없었고, 기대만큼 세수를 거두지 못했으며, 궁극적으로는 불필요하다고 여겨졌다. 왜냐하면 영국은 채권자들과 좋은 관계를 유지하고 있었고, 부채 발행을 통해 전쟁 비용을 조달할 여유가 있었을 뿐만 아니라, 1797년에 금본위제를 포기하여 추가적인 비담보 지폐를 발행할 수 있었기 때문이다.

#### 부채
영국은 일반적으로 세금을 인상하기보다는 부채 발행을 통해 전쟁 자금을 조달했다. 이는 영국이 18세기 초부터 전쟁 자금을 조달하는 데 사용해 온 전략이었다. 영국은 무담보 부채와 담보 부채의 조합으로 전쟁 지출 자금을 조달했다. 차용인이 이자 지급을 통해 자금을 조달하지 않는 단기 의무인 무담보 부채에는 육군, 병기, 해군, 재무부 어음이 포함되었으며, 이는 장기 부채보다 재무부에서 상환하는 데 비용이 더 많이 들었다. 대출 기간 동안 차용인이 이자 지급을 통해 자금을 조달하는 장기 의무인 담보 부채는 주로 비용이 더 많이 드는 단기 부채를 상환하는 데 사용되었다. 이는 부채의 기간을 늘리고 정부의 부채 상환 부담을 줄이는 데 도움이 되었다.
국가는 채권자들이 영국의 안정적인 의회 정부를 신뢰할 수 있다고 여겼기 때문에 이러한 전략을 추구할 수 있었고, 이는 상당한 양의 부채를 발행할 수 있게 해주었다. 영국은 1798년까지 지출의 90%를 차입으로 조달하는 이러한 전통적인 자금 조달 방식을 따랐지만, 나폴레옹 전쟁이 장기화되면서 영국의 막대한 지출은 전례 없는 수준으로 증가했다. 영국은 추가적인 자금 조달 방식을 채택할 수밖에 없었다.

#### 세금
전시 비용을 충당하기 위해 윌리엄 피트 소(William Pitt the Younger)는 1798년 일시적인 조치로 영국 최초의 누진소득세를 시행했다. 이 세금은 1802년 아미앵 평화 시기에 잠시 폐지되었다가 1803년 적대 행위가 재개되면서 다시 부활했다. 1815년 워털루 전투에서 영국이 승리하고 나폴레옹이 패배한 후, 니콜라스 밴시타트 재무장관은 세금을 완전히 폐지하기보다는 일부 형태로 유지하기를 원했다. 그는 세입이 없으면 정부가 부채를 상환하고 공공 신용을 유지하는 데 어려움을 겪을 것을 우려했다. 그러나 그는 대중의 거센 반대에 부딪혔고, 1816년에 소득세는 다시 폐지되었다.

#### 확장적 통화 정책

##### 금본위제 중단
1797년 2월, 영국은 1797년 은행 제한법을 통과시켰다. 이는 필요한 전시 조치로 금과 지폐 간의 태환을 중단시켰다. 같은 해 3월, 잉글랜드 은행은 확장적 통화 조치를 가능하게 하기 위해 소액권 발행 금지도 해제했다.

##### 해외 시장
은행들이 더 이상 금본위제에 구속되지 않았음에도 불구하고, 여러 경제학자들은 은행들이 상대적으로 신중한 태도를 유지했다고 주장했다. 그러나 1808년에서 1810년 사이에 미주 지역과의 기록적인 수출과 비교적 쉬운 신용은 해외 시장에서의 더 많은 투기로 이어졌다. 이 호황은 1810년 여름에 붕괴로 끝났고, 일련의 상업 실패와 상인 파산으로 이어졌다. 상업 위기는 상인들이 자신들에게 신용을 제공했던 은행가들을 끌어내리면서 금융 부문으로 빠르게 확산되었다.

##### 환율 하락
이 기간 동안 확장적 통화 정책과 쉬운 신용은 또한 영국의 통화 가치를 하락시키고 환율을 떨어뜨렸다. 이에 우려한 정부는 전쟁이 계속되더라도 조만간 태환을 재개해야 하는지 여부를 결정하기 위해 위원회를 임명했다. 1810년의 불리온 보고서는 은행 정책이 환율에 미치는 영향에 대한 분석으로 통화 정책에 큰 영향을 미쳤다.

##### 1810년 불리온 보고서
이 영향력 있는 보고서는 중앙은행의 신용 정책이 물가와 환율에 영향을 미친다고 주장했다. 또한 중앙은행의 신용 정책 재량권은 금본위제에 의해 제한되어야 한다고 제안했다. 이는 1810년에서 1811년 사이에 통화 정책과 환율 간의 연관성에 대한 논란을 촉발시켰을 뿐만 아니라, 은행의 번영을 면밀히 조사하게 만들고 은행 이사들의 권위를 약화시켰다. 그러나 실제로는 정부가 전쟁 중 송금 관리와 부채 발행을 위해 은행에 계속 의존하는 한 은행의 권력은 그대로 유지되었다. 재무부는 전쟁이 환율 하락을 필요로 한다는 주장을 통해 은행을 옹호했다.

### 전시 번영
확장적 통화 정책과 부채 발행을 강조하고 전적으로 과세에 의존하지 않는 이러한 전시 재정 정책을 통해 영국 금융 시스템 전체는 적대 행위가 계속되는 동안 번성했다.
재무부는 세금 증가, 소득세, 부채 시장 확대로 이익을 얻었다.
태환이 중단된 동안, 중앙은행이 아닌 공공은행으로 기능하던 잉글랜드 은행은 담보 없는 지폐를 발행하여 이익을 얻었다. 은행은 또한 전쟁 중 중재자 역할을 통해 이익을 얻었다. 은행은 당시 역사상 가장 비싼 전쟁 중 하나였던 전쟁 기간 동안 국내외 재정 이전 중재자로서 재무부와 협력했다.
런던의 사립 은행들과 강탈을 피해 도피한 외국 상인들은 시내에서 사업을 확장했다.
지방 은행은 1780년에서 1810년 사이에 영국 전역에서 빠르게 확장되었다. 잉글랜드 은행이 1797년에 태환을 중단하고 소액 지폐 발행에 대한 제한을 해제한 후, 소규모 지방 은행들은 유통되는 동전을 대체하기 위해 소액권 지폐를 발행하여 이익을 얻을 수 있었다.

### 전쟁에서 평화로

#### 재무부
전쟁에서 벗어나고 세입이 고갈되자, 재무부는 전쟁 중에 누적된 막대한 정부 부채를 감당하는 데 어려움을 겪었다.

#### 잉글랜드 은행
이전에 전시 채권 발행을 통해 얻었던 수익성 있는 수입원의 고갈을 보상하기 위해, 잉글랜드 은행은 새로운 수입원을 찾아야 했다.

#### 자본 시장
런던의 자본 시장은 고수익 국채의 회수에 대해 래리 닐이 "어지러울 정도로 많은" 새로운 금융 자산의 생산으로 응답했다.

#### 사립 은행과 고객
런던의 사립 은행, 그에 해당하는 지방 은행, 그리고 농업에서 무역 및 제조업에 이르는 산업 분야의 고객들은 이러한 새로운 금융 상품에 대한 정보가 부족하여 결과적으로 발생하는 혼란에 대처하는 데 어려움을 겪었다.

#### 급격한 금융화
영국의 금융 시스템은 1770년부터 나폴레옹 전쟁이 끝날 때까지 영국의 산업화와 동시에 빠르게 발전했다. 1770년 런던 증권거래소에는 단 5개의 주식만이 거래되었지만, 1824년에는 투자자들이 624개의 주식회사 중에서 선택할 수 있었다.

## 위기의 영향

### 기업
금본위제 재개는 통화량 축소와 은행 대출 긴축을 수반하여 상인들이 자본을 조달하기 어렵게 만들었다. 1825년 남은 기간 동안 파산이 크게 증가했으며, 1826년에는 거의 두 배로 늘었다.

### 출판 산업
이 위기는 출판 산업에도 직접적인 영향을 미쳤다. 붕괴는 1825년에서 1827년 사이에 영국 출판사의 수를 줄이지는 않았지만, 산업의 본질을 급격하게 변화시켰다. 낭만주의 시대 전통에 따라 작가들에게 후한 선금을 지급하던 출판사들은 종종 은행 및 기타 채권자들에게 빚을 지고 있었고, 이러한 관행은 위기 동안 그들을 취약하게 만들었다. 많은 기업들과 마찬가지로, 많은 주요 출판사들이 파산을 선언해야 했다. 존 머레이, 콘스터블 앤 발란타인, 허스트 앤 로빈슨, 테일러 앤 헤세이와 같은 오래된 출판사들은 위기 동안 어려움을 겪었고, 일부는 완전히 붕괴되기도 했다.
기존 출판사들의 좌절은 새롭고 평판이 좋지 않은 출판사들이 시장을 변화시킬 수 있는 기회를 제공했다. 고급 작품에 대한 수요는 감소했지만, 저렴한 생산물, 팸플릿, 아동 도서 시장은 빠르게 발전했다. 소규모 출판사들은 이전 경쟁자들의 재고를 할인된 가격으로 사들여 저렴한 판본을 발행했다. 이는 값싼 소설에 대한 수요로 이어졌고 연재물 출판 경향을 촉발시켰다.

### 규제
1825년의 위기는 비록 대중의 신뢰를 흔들었지만, 시장을 파괴하지 않고 궁극적으로 시장을 강화하고 중앙집권화하는 데 기여했다.
당시 많은 사람들은 이 붕괴와 그 이후의 일련의 덜 심각한 위기들이 규제 개선의 필요성을 강조한다고 믿었다. 1855년 유한책임법, 1856년 회사법, 그리고 1862년 회사법은 시장을 더 잘 규제하려 노력했으며, 그 결과 개인과 투자자들이 투자에 더 쉽게 접근할 수 있게 되었다.
이 붕괴는 런던 은행가들과 그 고객들이 1797년 은행 제한법에서 그랬듯이, 정부가 태환성을 중단하여 자신들의 신용을 보호해 달라고 요청할 정도로 광란을 일으켰다. 정부는 환율 하락을 우려하고 신뢰를 유지하기 위해 이를 거부했다. 그러나 대중의 공황을 완화하기 위해 정부는 당시 인식되던 위기를 해결하기 위한 일련의 개혁을 시행했다.
작은 은행들은 잉글랜드 은행의 지점으로 대체될 것이다.
런던 은행들은 정부 계약과 사업을 놓고 경쟁할 수 있게 될 것이며, 이는 잉글랜드 은행이 나폴레옹 전쟁 동안 누렸던 독점을 제거하는 것이다.
금본위제는 불환지폐에 대한 의존도를 억제하는 데 도움이 되도록 스코틀랜드로 확대될 것이다.
이러한 개혁은 금융 산업을 중앙집중화하고 대중이 돈, 경제, 문화를 이해하는 방식을 형성하는 데 도움이 되었다. 당시 제임스 매컬러와 같은 작가들은 처음에는 금본위제를 무모하게 포기한 결정 때문에 문제가 발생했다고 시사했지만, 그는 나중에 그의 글에서 분명히 드러나는 관점의 변화를 경험했다. 그가 "The Late Crisis in the Money Market Impartially Considered"를 출판했을 때, 그는 붕괴가 탐욕스러운 은행가들 때문이 아니라 다양화된 금융 시스템 때문이라고 생각하기 시작했다.

### 대중의 의견
위기는 현재 전쟁과 평화 경제 사이의 전환 과정에서 발생한 것으로 여겨지지만, 당시에는 주로 약한 소규모 지방 은행가들의 무분별한 투기 탓으로 돌려졌다.

### 기독교 경제학
이 붕괴는 많은 가정에 심각한 어려움을 야기했으며, 무슨 일이 일어났는지에 대해 혼란스러움을 남겼다. 그들의 감정은 1830년대에 가장 인기 있는 경제 이론이 된 기독교 경제학의 성장을 부추겼다. 이 이론은 개인의 욕망에 의해 동기 부여된 인간의 행동이 어느 정도의 고통을 수반한다고 가정했다.

### 경기순환
이러한 "속죄" 교리의 적용은 경기순환이라는 개념으로 이어졌다. 초과 생산은 필연적으로 가격 상승으로 이어지고 궁극적으로는 경제 침체를 초래할 것이라고 믿어졌다.

### 문학
해리엇 마티노(Harriet Martineau)의 '정치 경제학 삽화(Illustrations of Political Economy)'는 금융 주기에 완벽한 해결책은 없다고 주장한다. 오히려 그녀의 작품은 이 시기의 다른 많은 작품들과 함께 피할 수 없는 혼란과 붕괴에 대비해야 한다고 시사하는 듯하다.
토머스 바빙턴 매콜리는 그의 "사우디의 콜로퀴즈 평론(Review of Southey's Colloquies)"에서 국가의 금본위제가 계속해서 바뀌는 상황을 언급한다. 그는 통화가 "무모하게 가치가 떨어졌다가 무모하게 회복되었다"고 말한다.

## 픽션에서
거의 한 세기 후(1922년) 출판된 스탠리 J. 웨이먼의 역사 소설 오빙턴 은행은 1825년 공황을 중심으로 전개된다.
조지 엘리엇의 소설 미들마치는 1870년에 쓰였지만 1830년을 배경으로 하며, 위기와 붕괴가 빅토리아 시대의 잉글랜드 개인의 삶에 미친 영향을 암시한다.

## 같이 보기
- 1810년 은행 위기